# Discount
Discount — американський панк-рок гурт із Гейнсвілля, штат Флорида.
Протягом свого існування гурт Discount випустив три повноформатних альбоми, кілька міні-альбомів, кілька синглів і дві збірки.

## Історія
Гурт Discount спочатку був створений у Веро-Біч, штат Флорида, у 1995 році, але переїхав до Гейнсвілля в 1998 році.
Початковий склад гурту:
- Елісон Моссхарт (Alison Mosshart) — вокал,
- Райан Сігріст (Ryan Seagrist) — гітара,
- Джеймс Паркер (James Parker) — бас,
- Білл Неспер (Bill Nesper) — барабани.

Усі вони на той час були студентами у Веро-Біч, Флорида. Незважаючи на юний вік, учасники дали кілька місцевих концертів і випустили першу аудіокасету під назвою Mom Lied to Me; копія касети буде випущена лейблом Liquid Meat Records.
У 1996 році на цьому ж лейблі гурт випустив міні-альбом Wonder Pulled Me Under.
Перший студійний альбом, Ataxia Alright Tonight, був записаний у період з травня 1995 року по березень 1996 року.
У 1997 році гурт випустив другий студійний альбом під назвою Half Fiction, цього разу на лейблі Kat Records.
У 1998 році, на лейблі Good Life Recordings, гурт Discount випустив спліт-альбом CD/7", розділений з гуртом As Friends Rust. Гурт Discount гастролював з гуртами As Friends Rust і Dillinger Four по США протягом п’яти тижнів з 11 червня по 18 липня 1998 року. На підтримку свого спліт-альбому, розділеного з As Friends Rust, гурт Discount у супроводі шведського хардкор гурту Purusam вирушив у шеститижневе турне по Європі з 3 грудня 1998 року по 14 січня 1999 року. Європейський тур включав зупинку для виступу на зимовому фестивалі Good Life Recordings у Кортрейку, Бельгія.
Новий басист Тодд Рокхілл був залучений до випуску синглу Open Ended Aerial у 1999 році. Після переїзду до Гейнсвіля гурт розпочав роботу над третім студійним альбомом під назвою Crash Diagnostic, випущеним у 2000 році.
Свій останній концерт вони дали 19 серпня 2000 року в Market Street Pub у Гейнсвіллі, штат Флорида.
Після того, як гурт розпався, учасники гурту брали участь у інших проєктах: The Dead Weather, The Kills, The Kitchen, Black Cougar Shock Unit, Unitas, The Routineers, The Draft, Laserhead, Stolen Parts, Monikers, Young Ladies, Blab School.

## Дискографія

### Альбоми
- Ataxia's Alright Tonight (1996), Liquid Meat/Far Out Records
- Half Fiction (1997), Kat Records
- Crash Diagnostic (2000), New American Dream

### Мініальбоми, сингли, спліти
- Three Piece Suit (1995), split with Combination Grey and Pohgoh
- Mom Lied to Me (1995),
- Discount/My Pal Trigger split 7-inch (1996),
- Discount/Flatspots/Wolfdaddys/Stizzle split 7-inch (1996),
- All Too Often 7-inch (1996),
- Wonder Pulled Me Under 7-inch (1996),
- Discount/Shotwell Coho split 7-inch (1997),
- Discount/Cigarretteman split 7-inch (1997),
- Discount/J Church split 7-inch (1997),
- Her Last Day 7-inch (1997),
- Discount/Crettins Puddle split CD EP (1998),
- Discount/My Winter Jane split 7-inch (1998),
- Love, Billy (1998),
- As Friends Rust / Discount (split with As Friends Rust) (1998),
- Discount/Beauty School Dropout split 7-inch (1999),
- Open Ended Aerial 7-inch (1999),
- Read Army Faction 7-inch (2000), split with Avail,
- Discount/J Church split LP (2000)[12]

### Компіляції B-side
- Singles No. 1 (2002), New American Dream
- Singles No. 2 (2002), New American Dream

## Учасники гурту
Остаточний склад
- Елісон Моссхарт (Alison Mosshart) — головний вокал (1995–2000)
- Раян Сігріст (Ryan Seagrist) — гітара (1995–2000)
- Тодд Рокхілл (Todd Rockhill) — бас-гітара (1999–2000)
- Білл Неспер (Bill Nesper) — ударні (1995–2000)

Колишні учасники
- Ерік Ервін (Eric Ervin) — вокал (1995)
- Джеймс Паркер (James Parker) — бас-гітара (1995–1999)
- Джастін Фокко (Justin Focco) — ударні (1995)